# 紅色月光
《紅色月光》是挪威音樂組合神秘园的第4張錄音室專輯，於2001年透過水星唱片發行。
專輯成功登上澳大利亚第64名和挪威專輯榜亞軍，並奪得美國《告示牌》New Age Albums亞軍。其中，收錄曲是組合最出名的歌曲，被百位藝術家翻唱。

## 製作與發行
《紅色月光》是挪威音樂組合神秘园的第4張錄音室專輯，於2001年3月在都柏林的錄音室錄製，錄音最終於2001年11月完成。除了錄音室，組合還在倫敦的錄音室、格拉斯哥的錄音室、奧斯陸的錄音室以及克里斯提安桑的錄音室。全專共收錄12首歌。序曲靈感來自凱特·蕭邦1899年的同名小说《觉醒》，第6首曲目找來英國大提琴家演奏。
雖然這是張器樂專輯，但有3首帶有人聲的歌曲，分別是由布萊恩·甘迺迪演唱的、苏格兰雷鳥樂團主唱凱倫·麥特森演唱的和。《紅色月光》於2001年在挪威首發。接著又在北美、歐洲、亞洲等地發行。

## 專業評價
| 評論得分 | 評論得分 |
| 來源     | 評分     |
| -------- | -------- |
| AllMusic | [ 15 ]   |

英國廣播電台給予專輯好評。AllMusic的乔纳森·威德兰（Jonathan Widran）給予專輯4.5顆星評價（滿分5星），威德兰認為兩人不僅延續神秘园一貫的敘事風格和演奏特色，同時還向原始簡樸的首專致敬。除了對樂器的探索，他們邀請群眾進行的音樂實驗更是激發出無窮的力量。
《PopMatters》的馬歇爾·鮑登（Marshall Bowden）認為專輯達到了優美與傷感的平衡，不僅滿足了大眾喜好還富有深刻情感，各位新世紀音樂愛好者不僅不會失望還會發現《紅色月光》比典型的新世紀音樂要有深度。《IZM》的李勇基（이용지）則評價專輯展現出人類面對大自然的渺小、無助和孤立，雖然悲傷，但裡面的音樂卻讓人懷有希望，懇求、祈禱、淨化以及治癒被生活折磨疲憊不堪的人們。

## 曲目列表
| 標準版   | 標準版                                                          | 標準版 |
| 曲序     | 曲目                                                            | 时长   |
| -------- | --------------------------------------------------------------- | ------ |
| 1.       | Awakening                                                       | 3:55   |
| 2.       | （布萊恩·甘迺迪助阵） You Raise Me Up (featuring Brian Kennedy) | 5:04   |
| 3.       | Silent Wings                                                    | 3:42   |
| 4.       | （凱倫·麥特森助阵） Greenwaves (featuring Karen Matheson)       | 4:45   |
| 5.       | 邀請 Invitation                                                 | 3:58   |
| 6.       | Duo                                                             | 3:57   |
| 7.       | Belonging                                                       | 3:58   |
| 8.       | Gates Of Dawn                                                   | 4:29   |
| 9.       | The Promise                                                     | 3:20   |
| 10.      | 童話 Fairytale                                                  | 3:27   |
| 11.      | 紅色月光 Once In A Red Moon                                     | 5:01   |
| 12.      | Elegie                                                          | 5:35   |
| 总时长： | 总时长：                                                        | 51:18  |

## 參與名單
來源：Qobuz、Tidal
- 罗尔夫·勒夫兰 – 作曲（所有曲目）；鋼琴（1—5、7—12）；作詞（2、12）；製作（2、4、6、9—11）；和聲歌手（4）；錄音編曲（10）
- 菲奥诺拉·莎莉 – 小提琴、製作（4、9、10）
- 布萊恩·甘迺迪（英语：Brian Kennedy (singer)） – 人聲（2）
- 布倫丹·格雷厄姆（英语：Brendan Graham） – 詞曲創作（2）；作者（8）
- 特蕾西·坎貝爾（Tracey Campbell） – 領唱（2）
- 凱倫·麥特森（英语：Karen Matheson） – 歌手、客串（4）
- 傑特·柏克坦（英语：Kjetil Bjerkestrand） – 鍵盤、小風琴（4）
- 特蕾莎·蒂莫尼（Therese Timoney） – 主唱（4）、管弦領唱（10）
- 諾爾·埃克斯（Noel Eccles） – 打擊樂器（4、10）
- 佩爾·厄斯坦·索倫森（Per Øystein Sørensen） – 背景人聲（4）
- 德斯·摩爾（Des Moore） – 吉他（4）
- 安德鲁·博兰（Andrew Boland） – 混音、錄音人員（4、9）；聯合製作（所有曲目）
- 瑪麗安·里斯蘭（Marian Lisland） – 背景人聲（4）
- 罗尔夫·克里斯滕森（Rolf Kristensen） – 齊特琴（4）
- 安·漢普頓·卡洛葳（英语：Ann Hampton Callaway） – 作者（4）
- 漢斯·佛瑞克·賈庫伯森（英语：Hans Fredrik Jacobsen） – 口哨（4、10）
- 米克·奧布萊恩（英语：Mick O'Brien (musician)） – 爱尔兰风笛（4）
- 愛爾蘭國家交響樂團（Irish National Symphony Orchestra） – 管弦樂（4、6、9）、交響樂（10）
- 佩尔·埃利亚斯·德拉布罗斯（Per Elias Drabløs） – 男低音（4、10）
- 西蒙·埃姆斯（Simon Emes） – 雙簧管（4、10）
- 安德里亞·馬利希（Andrea Marlish） – 豎琴（4）
- – 大提琴（6）
- 史蒂芬·梅爾卡里奧（英语：Steven Mercurio） – 指揮（6、9）
- 愛爾蘭管弦樂團（英语：RTÉ Concert Orchestra） – 管弦樂（4）
- 伊蓮·克拉克（Elaine Clark） – 領唱（9）
- 比约恩·奥莱·拉什（Bjørn Ole Rasch） – 共同編曲、鍵盤、小風琴（10）
- 勞易斯·凱利（英语：Laoise Kelly） – 凯尔特竖琴（10）
- 斯蒂夫·库内（英语：Steve Cooney） – 吉他（10）
- 阿萨·英德（英语：Åsa Jinder） – 豎琴（10）
- 約翰·泰特（Johnny Tate） – 指揮（10）

## 榜單成績
| 排行榜（2002年）                 | 峰值 |
| -------------------------------- | ---- |
| 澳大利亚（ARIA專輯榜）           | 64   |
| 挪威（VG-lista專輯榜）           | 2    |
| 美國（《告示牌》New Age Albums） | 2    |